# Zsitkovszky Béla
Zsitkovszky Béla, névváltozat: Zitkovszky Béla  (Eperjes, 1868. április 3. – Budapest, 1930. szeptember 16.) fényképész, géptervező, operatőr és rendező, a magyar filmgyártás és filmtechnika egyik úttörője, az első magyar filmlaboratórium létrehozója, számos filmlaboráns és operatőr mestere és tanítója.
Ő forgatta 1901-ben az első tudatosan rendezett magyar filmalkotást, a 24 táncmozdulatsort bemutató néma dokumentum rövidfilmet, A táncz címmel, amelynek első vetítési napjára emlékezve, 2018 óta április 30-án tartják A magyar film napját.

## Élete
A Felvidéken született jómódú, „előkelőnek mondott” családban. Apja Zsitkovszky Zsigmond órásmester, anyja Volejnszki (Vohlánszky) Auguszta, testvére Zsitkovszky Tódor Károly, öccse Zsitkovszky Géza József. A fényképezés alapjait Divald Károlytól tanulta, akinek lányát, Irént vette feleségül, miután önálló mester lett. Szakmai tudását később Bécsben gyarapította, ahol megismerkedett a világban folyó klasszikus mozgásábrázolási módszerekkel. Hazatérve, sikerrel ismételte meg Eadweard Muybridge híres, egy ló mozgását képek sorozatával bemutató kísérletét, majd a mozgásfázisokat külön-külön rögzítve egy őskerékpáron haladó ember mozgását jelenítette meg.
Az időközben Miskolcra költözött fotográfus 1892-ben kért engedélyt önálló fényképészeti stúdió és laboratórium nyitására, ahol nem csak saját képeket készített, hanem mások különféle technikával fotózott felvételeit is előhívta, nagyította és másolta, negatív vagy pozitív kidolgozásban. Ez idő tájt ő maga szerkesztette és írta a „Szakfényképészek Közlönyét".
Az 1896-os millenniumi ünnepségek idején már Budapesten dolgozott. Matlekovits Sándor irányításával az ezredéves kiállítás optikai látványosságainak műszaki ügyeit intézte. A bemutatók során alaposan tanulmányozta a különféle mozgóképes rendszereket, különösen a Lumière fivérek kinematográfja keltette fel érdelődését, ami később alapul szolgált saját kamerája elkészítéséhez.
Titkára a Fényképészek Körének, amelynek szakmai és társadalmi rendezvényein aktívan részt vett. Szakmai tekintélyét jelzi, hogy fénykép-kiállítások válogatói között található, előadásokat tartott a Körben, melyek megjelentek a szervezet hivatalos folyóiratában, a Löwinger Mór által szerkesztett Magyar Fényképészek Lapjában (1897–1904). 1899-ben őt bízzák meg a lap szerkesztésével.
1899 és 1907 között az Uránia Tudományos Színházban dolgozott; annak emeletén rendezte be az első magyar filmlaboratóriumot, melynek azonban hivatalos neve nem volt. Személyzete három főből állt: Zsitkovszkyból, aki rendezett és az operatőri munkát is végezte, valamint két segítőtársából. 1901-ben Pekár Gyula A táncz című ismeretterjesztő darabjához illusztrációként saját szerkesztésű filmfelvevőgéppel rögzítette 24 tánc mozdulatait, elsőként készítve ezzel Magyarországon tudatosan rendezett filmalkotást. Az 1900-as évek elején számos híradó- és riport-jellegű dokumentumfilmet készített. Nevéhez fűződik 1906-ban a II. Rákóczi Ferenc és bujdosó társai hamvainak hazaszállításáról és újratemetéséről, valamint az első magyarországi repülőgép-felszállásról, Louis Blériot francia pilóta 1909. október 10-i Rákos-mezei bemutatójáról készített filmriport.
1909-ben a Vígszínház művészeinek kezdeményezésére Bárdi Ödönnel közösen rendezte és forgatta le első játékfilmjét – egy „rekonstruált híradót” – A szabadkai dráma címmel, egy az év tavaszán nagy port felkavaró bérgyilkosság történetére alapozva. Ezt követően elsősorban filmoperatőrként dolgozott. 1914-ben forgatta Bródy Istvánnal A munkászubbony című filmdrámát. Az 1915. január 12-én bemutatott, Hegedűs Gyula játékáról ezidáig egyetlen ismert mozgóképes alkotás 2017-ben került elő az amszterdami EYE Filmmuseumban. A játékfilmgyártás megindulásával az egyik legtöbbet foglalkoztatott szakember lett, olyan filmrendezők operatőre, mint Korda Sándor, Kertész Mihály, Balogh Béla és Dr. Lázár Lajos. Munkáinak nagy része elveszett.
Egyik szervezője és aktív tagja volt az 1906. január 5-én megalakult Magyar Fényképészek Országos Szövetségének és Mai Manóval együtt főszerkesztője a szervezet hivatalos lapjának, A Fény (1906–1918) folyóiratnak, amelybe rendszeresen írt is. Tudományos igényességű cikkei közül legjelentősebb A kinematográf című, amelyet az 1907-es évfolyam öt száma közöl folytatásokban. Ugyancsak részt vett az 1909 júniusában 67 taggal megalakult Magyar Kinematográfusok Országos Szövetsége szervezésében, mely szervezetnek választmányi tagja és műszaki tanácsadója lett. Feladata elsősorban az operatőrképzés és az utánpótlás-nevelés irányítása volt.
1910-ben az Edison Mozgóképszínházi Rt. műszaki igazgatójává nevezték ki, feladata a cég budapesti filmszínház-hálózatának technikai ellenőrzése és karbantartása volt. 1916-ban „Zsitkovszky és Társa” néven önálló filmlaboratóriumot alapított.
Amikor Korda Sándor 1915-ben megalapította a Mozihét című filmlapot, a műszaki rovat vezetését rá bízta. Rendszeresen írt a különféle szaklapokba, s foglalkozott a fénykép és mozgókép technikájával, az operatőri tevékenységgel, a film jelenével és jövőjével. Nem látta mindenben világosan az optikai kifejező eszközök fejlődését, azonban a bennük rejlő lehetőségeket igen; A Mozihét 1916/17. számában így írt: „...az emberek otthon, lakásukban fogják nézni a heti aktualitásokat csakúgy, mint ma hallgatják az operaelőadást a Telefon Hírmondón! Az újságokat nem olvasni, hanem mozin nézni fogják, az iskolában pedig nem könyvekből, hanem mozival fognak tanítani.”
1913-ban a Magyar Tanítók Otthona kezdeményezésére, székhelyükön létrehozásra került a Pedagógiai Filmgyár, amelynek fotokémiai laboratóriumát Zsitkovszky állította fel. Mivel a tanácsköztársaság leverése után a játékfilmgyártás fokozatosan visszafejlődött, Zsitkovszky felhagyott az üzleti alapú operatőrködéssel, ebben a filmgyárban helyezkedett el, ahol 1919-től haláláig oktatófilmeket készített. Kezei alól fiatal filmlaboránsok és filmoperatőrök egész nemzedéke került ki, akik „Zsiti bácsi” névvel illették.
Zsitkovszky Béla kevésbé művészi képességű, inkább technikai érdeklődésű ezermester volt. Állandóan kísérletezett, fúrt-faragott. Továbbfejlesztette Ottomar Anschütz (1846-1907) német fényképész-feltaláló pillanatzárát, amit villamos távirányítóval kapcsolt össze. Úgy készített például pillanatfelvételt, hogy a képet egy galamb lábára kötött s elszakadó cérnaszál exponálta. Első filmfelvevőjét, melyet A táczhoz használt, egy vetítőgépből alakította át, és saját konstrukciójú kopírozó géppel másolták át a negatívot pozitív filmmé. Feltalálta – és filmgyári munkája során éveken át használta – az úgynevezett „örökhívót”, amelyet azonban nem szabadalmaztatott, receptjét magával vitte a sírba. Egyike volt azoknak, akik korán felismerték a film jelentőségét, és a néma korszak kezdeti éveiben hatalmas méretű úttörőmunkát végzett. Tevékenysége abból a szempontból is jelentős, hogy a kor nagy találmányát, a filmet nemcsak szórakoztatásra és dokumentálásra használta, hanem állhatatos munkával a nevelés és felvilágosítás területén, valamint az iskolai oktatásban.
A fényképészmesterből filmoperatőrré lett műszaki szakember pályája nem csak a kezdésében hasonlított külföldi kortársaiéhoz, hanem befejezésében is: miután aktívan részt vett a Pedagógiai Filmgyár új telephelyének kialakításában, az 1928-ban áttelepített intézményben már nem számítottak munkájára, ezért 61 évesen kényszerből „visszavonult”. Ez a családi és anyagi gondokkal is súlyosbított mellőzöttség felőrölte idegeit, elmegyógyintézetbe került, ahol közel másfél évi szenvedés után, elhagyottan, elfeledve érte a halál 1930. szeptember 16-án. Temetésén csupán néhányan vettek részt, a filmes szakma nem képviseltette magát.

## Filmjei
- 1901 – A táncz (saját rendezés) (dokumentum rövidfilm)
- 1909 – A szabadkai dráma (rendező: Bárdi Ödön és Zsitkovszky Béla)
- 1914 – A munkászubbony (rendező: Bródy István)
- 1914 – A népfölkelő[29] (rendező: Pintér Imre [30])
- 1914 – A vaskereszt (rendező: Gábor József)
- 1915 – Lyon Lea (rendező: Korda Sándor)
- 1915 – Dódi karrierje (rendező: Bródy István)
- 1915 – Ágyú és harang (rendező: Pintér Imre)
- 1915 – Simon Judit (Mérei Adolf) (rövidfilm)
- 1915 – Barlanglakók (rendező: Damó Oszkár)
- 1915 – A tiszti kardbojt (rendező: Korda Sándor)
- 1916 – A karthausi (rendező:Kertész Mihály)
- 1916 – A nevető Szaszkia (rendező: Korda Sándor)
- 1916 – A falu rossza (rendező: Pásztory Móric Miklós)
- 1916 – Az elítélt (rendező: Garas Márton)
- 1916 – Elnémult harangok (rendező: Garas Márton)
- 1916 – Maki állást vállal[31] (rendező: Balogh Béla)
- 1917 – Raskolnikov (rendező: Deésy Alfréd)
- 1917 – Az obsitos (rendező: Pásztory Móric Miklós)
- 1917 – Vengerkák (rendező: Balogh Béla)
- 1917 – Az anyaszív [32] (rendező: Góth Sándor)
- 1917 – Toprini nász (rendező: Balogh Béla)
- 1917 – A Pál-utcai fiúk (rendező: Balogh Béla)
- 1917 – A koldusgróf (rendező: Balogh Béla)
- 1917 – A rablólovag (rendező: Szerémy Zoltán)
- 1917 – Tájfun (rendező: Lázár Lajos)
- 1918 – Drótostót (rendező: Lázár Lajos)
- 1918 – Az impresszárió (rendező: Lázár Lajos)
- 1918 – Tűzpróba (rendező: Lázár Lajos)
- 1918 – Jobbra én, balra te (rendező: Lázár Lajos)
- 1918 – Az isten fia és az ördög (rendező: Lázár Lajos)
- 1918 – Páris királya (rendező: Lázár Lajos)
- 1918 – Az iglói diákok (rendező: Faragó Rezső)
- 1918 – Luxemburg grófja (rendező: Forgács Antal)
- 1918 – Leányvásár (rendező: Forgács Antal)
- 1920 – A kétarcú asszony (rendező: Bolváry Géza)
- 1920 – A száműzött[33] (rendező: Várkonyi Mihály)
- 1920 – A tizennegyedik I-II.[34] (rendező: Balogh Béla)
- 1922 – Elnémult harangok (rendező: Balogh Béla) (szkeccsfilm)